# İlkin Aydin

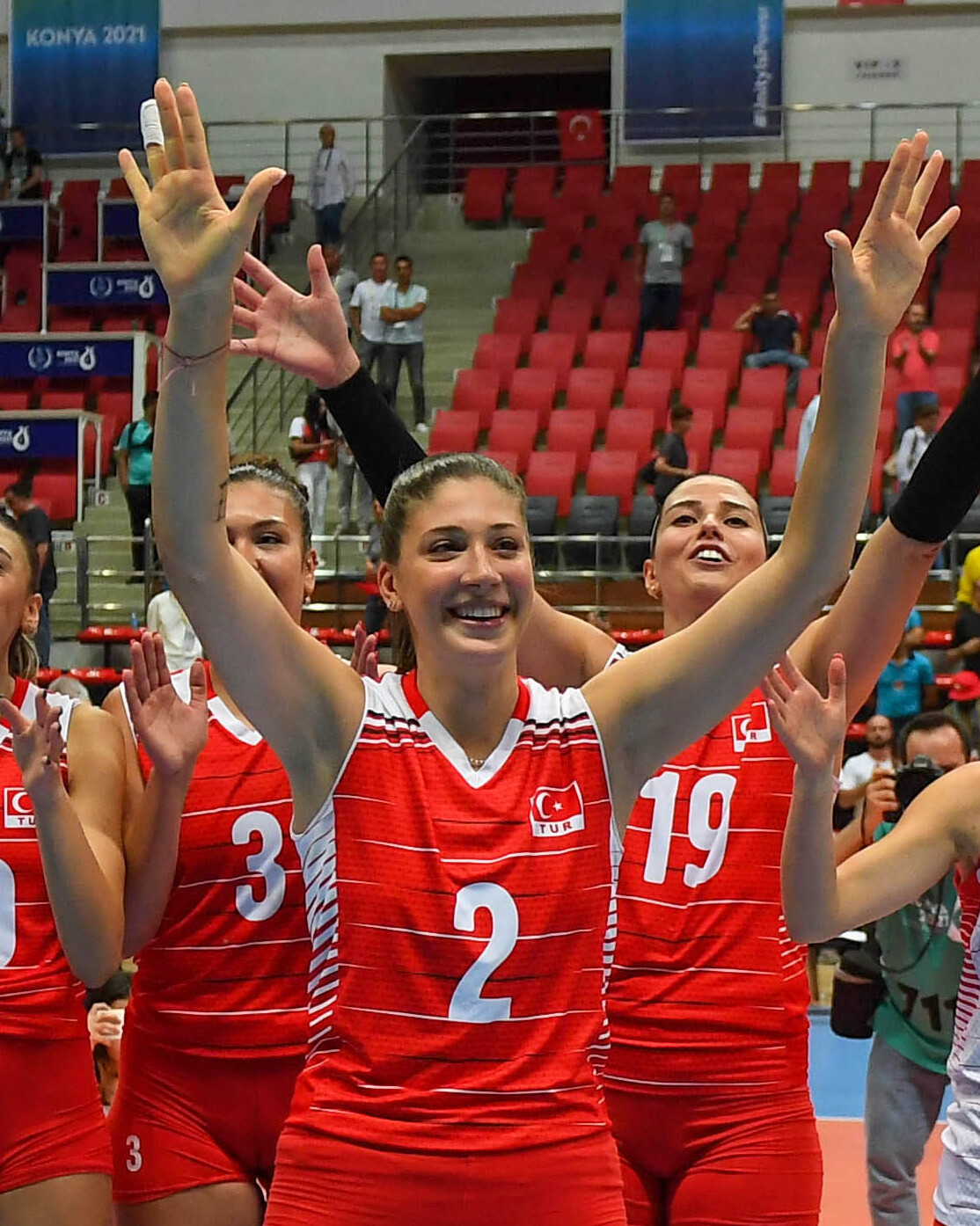
Ilkin Aydın reprezentantką Turcji w 2022 roku

Ilkin Aydın (ur. 5 stycznia 2000 w Ankarze) – turecka siatkarka, reprezentantka kraju, grająca na pozycji przyjmującej.

## Sukcesy klubowe
Puchar CEV:
- 2021[4]

## Sukcesy reprezentacyjne
Igrzyska Śródziemnomorskie:
- 2022
- 2018[5]

Liga Narodów:
- 2023[6]
- 2021[7]

Mistrzostwa Europy:
- 2023[8]
- 2021[9]

## Udział siatkarki w pozostałych  międzynarodowych turniejach w reprezentacji Turcji[10][11]
| Turniej                     | Miejsce               | Rok       |
| --------------------------- | --------------------- | --------- |
| Mistrzostwa Europy Kadetek  | 11. miejsce           | 2017      |
| Mistrzostwa Świata Kadetek  | 4. miejsce            | 2017      |
| Mistrzostwa Europy Juniorek | 4. miejsce            | 2018      |
| Liga Narodów                | 4. miejsce 6. miejsce | 2022 2024 |
| Mistrzostwa Świata          | 8. miejsce            | 2022      |
| Igrzyska Olimpijskie        | 4. miejsce            | 2024      |